# 森博嗣 (俳優)
森 博嗣（もり ひろつぐ、1991年10月20日 - ）は、日本の俳優・スタントマン・スーツアクター。宮城県出身。レッド・エンタテインメント・デリヴァー所属。身長180センチメートル。

## 出演

### 特撮テレビドラマ
- 仮面ライダーシリーズ
  - 仮面ライダーウィザード（2012年 - 2013年）[1]
  - 仮面ライダー鎧武/ガイム（2013年 - 2014年）[1]
  - 仮面ライダードライブ（2014年 - 2015年）
  - 仮面ライダーゴースト（2015年 - 2016年）
  - 仮面ライダージオウ（2018年 - 2019年）
  - 仮面ライダーゼロワン（2019年 - 2020年）
  - 仮面ライダーセイバー（2020年 - 2021年） - 仮面ライダースラッシュ[4] 役
  - 仮面ライダーリバイス（2021年 - 2022年）
  - 仮面ライダーギーツ（2022年 - 2023年）
  - 仮面ライダーガッチャード（2023年 - 2024年） - カッシーン（32）[3]
- スーパー戦隊シリーズ
  - 海賊戦隊ゴーカイジャー（2011年 - 2012年）[1]
  - 獣電戦隊キョウリュウジャー（2013年 - 2014年）[1]
  - 烈車戦隊トッキュウジャー（2014年 - 2015年）[1]
  - 手裏剣戦隊ニンニンジャー（2015年 - 2016年）
  - 騎士竜戦隊リュウソウジャー（2019年 - 2020年） - ガチレウス[5]、サデン[6]、ヨクリュウオー[7]、マイナソー[8] 役
  - 魔進戦隊キラメイジャー（2020年 - 2021年） - ラグビー邪面（2）[9]、キングエクスプレス[10]、キングエクスプレスザビューン[10] 役
  - 機界戦隊ゼンカイジャー（2021年） - ツーカイオー[11][12]、ハカイザー[13][12]、ハカイジュウオー[12]、大獣神[12]、ダイコタツワルド[12]、イジルデストロイヤー4世[12] 役
  - 暴太郎戦隊ドンブラザーズ（2022年 - 2023年） - ソノイ変身体 役[14][12][15]、ソノイ強化体[15]、ソノイ（吹替）[16]
  - 王様戦隊キングオージャー（2023年 - 2024年） - トンボオージャー 役[17][2]
  - 爆上戦隊ブンブンジャー（2024年 - 2025年） - ブンレッド 役[18][3]、ブンレッド119[3]、チャンピオンブンレッド[3]、大也の父（37）
  - ナンバーワン戦隊ゴジュウジャー（2025年 - ） - 警察官（5）、大獣神[19]、ブラック大獣神[20]、ユニバース大獣神[21]、グーデバーン 役[22]
- 鎧甲勇士 獵鎧（2018年 - 2019年） - 鷹鎧[1][12][15] 役

### テレビドラマ
- トクサツガガガ（2019年） - シシレオー[1][12][15]、カラオケ怪人、書店店員（最終話） 役

### テレビ番組
- このマンガがすごい! 第5回「中川大志の『ARMS』」（2018年11月3日放送）[1]

### 映画
- スーパー戦隊シリーズ
  - ゴーカイジャー ゴセイジャー スーパー戦隊199ヒーロー大決戦（2011年6月11日公開）[1]
  - 劇場版 獣電戦隊キョウリュウジャー ガブリンチョ・オブ・ミュージック（2013年8月3日公開）[1]
  - 騎士竜戦隊リュウソウジャー THE MOVIE タイムスリップ!恐竜パニック!!（2019年7月26日公開）
  - 騎士竜戦隊リュウソウジャー 特別編 メモリー・オブ・ソウルメイツ（2021年2月20日公開）
  - 機界戦隊ゼンカイジャー THE MOVIE 赤い戦い! オール戦隊大集会!!（2021年2月20日公開）
  - 映画 王様戦隊キングオージャー アドベンチャー・ヘブン （2023年7月28日公開）
  - 爆上戦隊ブンブンジャー 劇場BOON! プロミス・ザ・サーキット（2024年7月26日公開）
  - ナンバーワン戦隊ゴジュウジャー 復活のテガソード（2025年7月25日公開）
- スーパーヒーロー大戦シリーズ
  - 仮面ライダー×スーパー戦隊 スーパーヒーロー大戦（2012年4月21日公開）[1]
  - 仮面ライダー×スーパー戦隊×宇宙刑事 スーパーヒーロー大戦Z（2013年4月27日公開）[1]
  - 平成ライダー対昭和ライダー 仮面ライダー大戦 feat.スーパー戦隊（2014年3月29日公開）[1]
  - スーパーヒーロー大戦GP 仮面ライダー3号（2015年3月21日公開）[1]
- 仮面ライダーシリーズ
  - 劇場版 仮面ライダーウィザード in Magic Land（2013年8月3日公開）[1]
  - 仮面ライダー×仮面ライダー 鎧武&ウィザード 天下分け目の戦国MOVIE大合戦（2013年12月14日公開）
  - 劇場版 仮面ライダー鎧武 サッカー大決戦!黄金の果実争奪杯!（2014年7月19日公開）
  - 仮面ライダー電王 プリティ電王とうじょう!（2020年8月14日公開）
  - 劇場版 仮面ライダーゼロワン REAL×TIME（2020年12月18日公開）
  - 劇場短編 仮面ライダーセイバー 不死鳥の剣士と破滅の本（2020年12月18日公開）
  - 劇場版 仮面ライダーリバイス（2021年7月22日公開）
  - 仮面ライダー ビヨンド・ジェネレーションズ（2021年12月17日公開）
  - 仮面ライダーギーツ×リバイス MOVIEバトルロワイヤル（2022年12月23日公開）
  - 仮面ライダー THE WINTER MOVIE ガッチャード&ギーツ 最強ケミー★ガッチャ大作戦（2023年12月22日公開）
  - 仮面ライダーガヴ お菓子の家の侵略者（2025年7月25日公開）
- セイバー+ゼンカイジャー スーパーヒーロー戦記（2021年7月22日公開）

### オリジナルビデオ
- 行って帰ってきた烈車戦隊トッキュウジャー 夢の超トッキュウ7号（2015年6月24日発売）[1]
- 鎧武/ガイム外伝 仮面ライダーデューク/仮面ライダーナックル（2015年11月11日発売）
- 炎神戦隊ゴーオンジャー 10 YEARS GRANDPRIX （2018年9月26日発売） - ゴーオンブルー[12] 役
- ビルド NEW WORLD 仮面ライダーグリス（2019年11月27日発売）
- テン・ゴーカイジャー（2022年3月9日発売）
- 王様戦隊キングオージャーVSドンブラザーズ（2024年10月9日発売）
- 王様戦隊キングオージャーVSキョウリュウジャー（2024年10月9日発売）
- 爆上戦隊ブンブンジャーVSキングオージャー（2025年） - ブンレッド[23][3]、トンボオージャー[24]

### Web配信ドラマ
- 仮面ライダーシリーズ
  - 仮面ライダージオウ スピンオフ PART2『RIDER TIME 仮面ライダー龍騎』（2019年）
  - ドライブサーガ 仮面ライダーブレン（2019年）
  - 仮面ライダーセイバー スピンオフ 剣士列伝（2020年）
  - 仮面ライダーリバイス The Mystery（2022年）
  - リバイスレガシー 仮面ライダーベイル（2022年）
  - 仮面ライダーゲンムズ スマートブレインと1000%のクライシス（2022年）
  - 仮面ライダーアウトサイダーズ（2022年 - 2023年） - 仮面ライダーオーディン[25]
  - 仮面ライダーセイバースピンオフ 仮面ライダーサーベラ＆仮面ライダーデュランダル（2022年）
  - 仮面ライダージュウガVS仮面ライダーオルテカ（2023年）
- スーパー戦隊シリーズ
  - 暴太郎戦隊ドンブラザーズVS暴太郎戦隊ドンブリーズ（2023年）
  - ナンバーワン戦隊ゴジュウジャー アニバーサリー討論会（2025年） - ゴーカイレッド
  - 爆上戦隊ブンブンジャー formation lap 始末屋 オブ ギャラクシー（2025年） - レイコーク

### イベント
- スーパー戦隊シリーズ
  - 炎神戦隊ゴーオンジャー ファイナルライブツアー[1]
  - 侍戦隊シンケンジャー ファイナルライブツアー[1]
  - 海賊戦隊ゴーカイジャー ファイナルライブツアー[1]
  - 特命戦隊ゴーバスターズ ファイナルライブツアー[1]
  - ナンバーワン戦隊ゴジュウジャー 制作発表イベント（2025年、シアターGロッソ） - ブンレッド[26]
  - 爆上戦隊ブンブンジャー ヒーローショー 第4弾 宇宙を越える熱き絆！爆アゲ！Gロッソ FINAL LAP!!（2025年、シアターGロッソ） - ブンレッド[27]
- アニぱら音楽館EXTREME LIVE in 石巻[1]